# 拉尔卡纳县

拉尔卡纳县(信德语: ضلعو لاڙڪاڻو) (乌尔都语: ضلع لاڑکانہ)，是巴基斯坦信德省的一个县，位于该省北部。总面积7,423 km2，总人口1,927,066(1998)，其中28.70%的人居住于市区。县治位于拉尔卡纳市。

## 行政区划
拉尔卡纳县分为4个乡。